# Relieves de Karabel

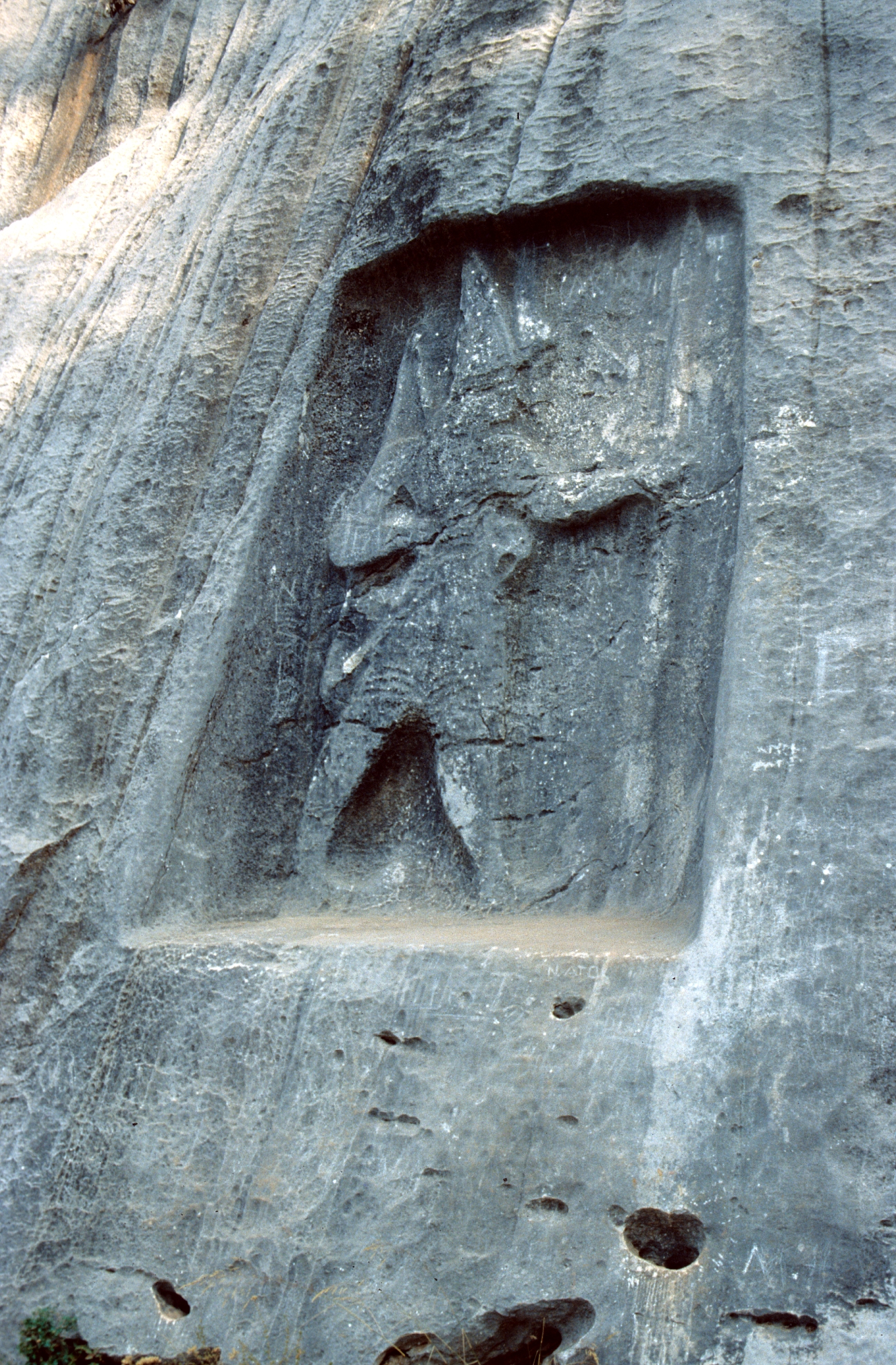
Relieve en roca del rey hitita Tarkasnawa, Turquía

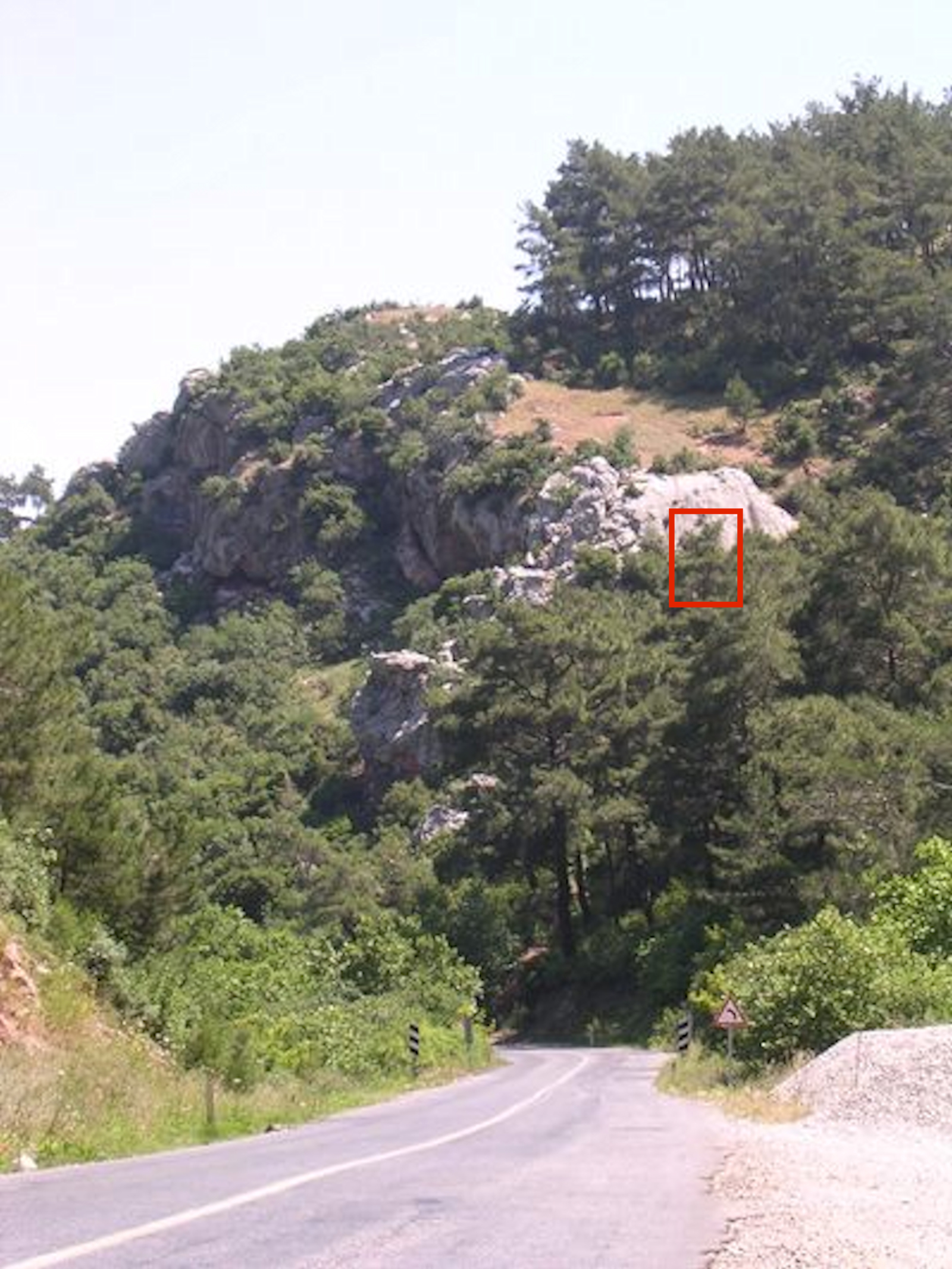
Paso Karabel, con la ubicación del relieve rocoso de Tarkasnawa visto desde el sur

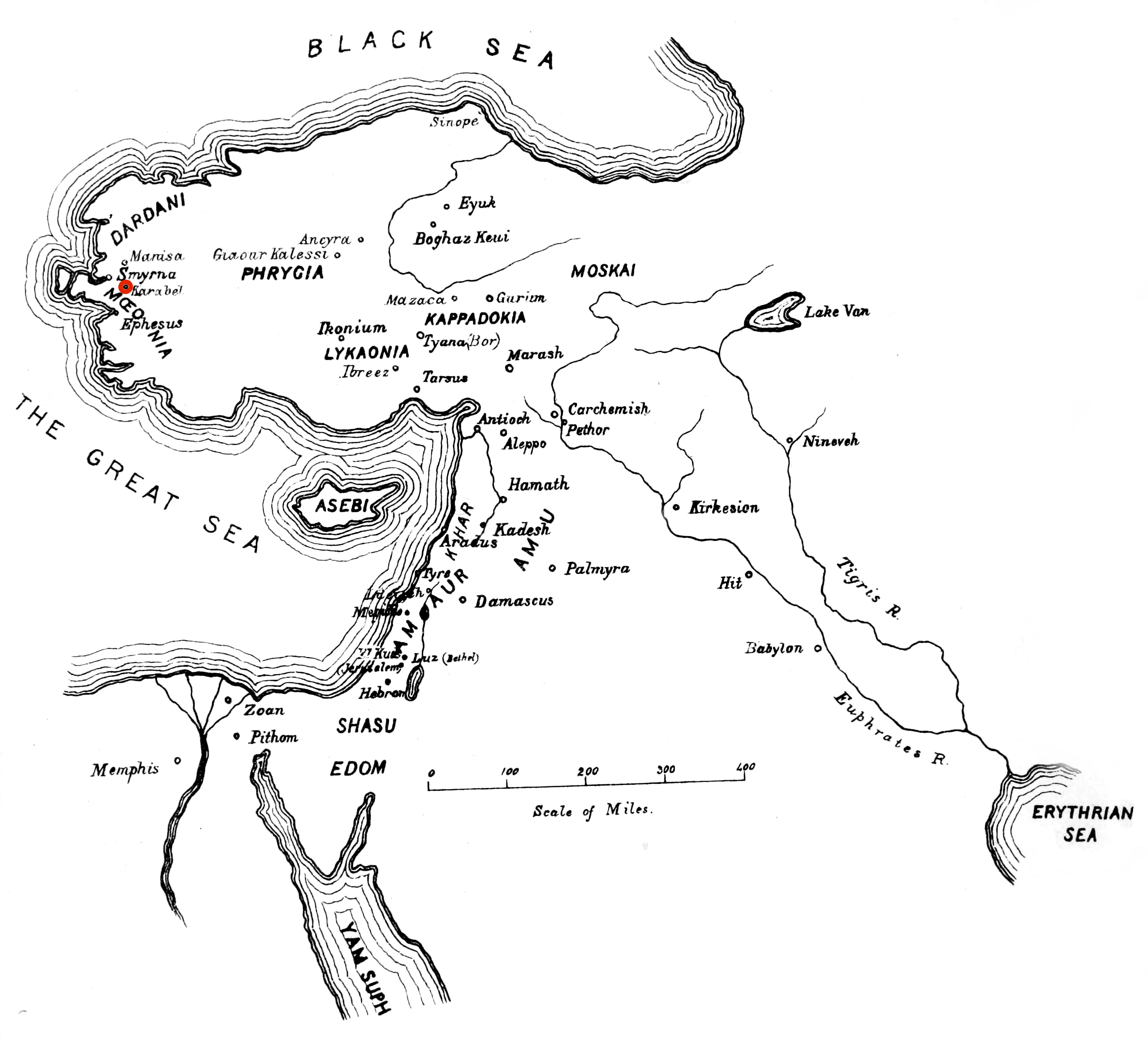
Ubicación del relieve de Karabel

El relieve hitita/luvita de Karabel es un relieve en roca en el paso homónimo, entre Torbalı y Kemalpaşa, a unos 20 km de Izmir en Turquía. Los relieves rupestres son un aspecto destacado del arte hitita.

## Descripción
El monumento incluía inicialmente dos figuras de gobernantes talladas en el acantilado (Karabel A y B) y dos inscripciones en la roca (Karabel C1 y C2 ). Durante la construcción de una carretera a través del paso entre 1977 y 1982, se destruyeron todos los relieves excepto Karabel A. Karabel A muestra a un guerrero marchando hacia la derecha con un arco en la mano derecha y una lanza en la izquierda. Hay jeroglíficos luvitas inscritos encima de su brazo izquierdo. El relieve tiene 1,5 m de ancho y 2,5 m de alto.
El relieve de Karabel fue dañado por presuntos cazadores de tesoros, a principios de 2019.

## Historia de la investigación
Heródoto identificó la figura con el faraón egipcio Sesostris. En 1839, el viajero francés Charles Texier visitó el emplazamiento y publicó una descripción del mismo en 1862. Por su parte, Karl Richard Lepsius la visitó en 1840 y tanto uno como el otro aceptaron su origen egipcio. Heinrich Kiepert lo refutó en 1843 comparándolo con los relieves de Yazılıkaya. Más tarde, cuando el relieve fue aceptado como hitita, el lugar fue visitado y descrito por varios estudiosos, entre ellos Kurt Bittel, Helmuth Theodor Bossert, Hans Gustav Güterbock, Ekrem Akurgal, Heinrich Otten y Annelies Kammenhuber .

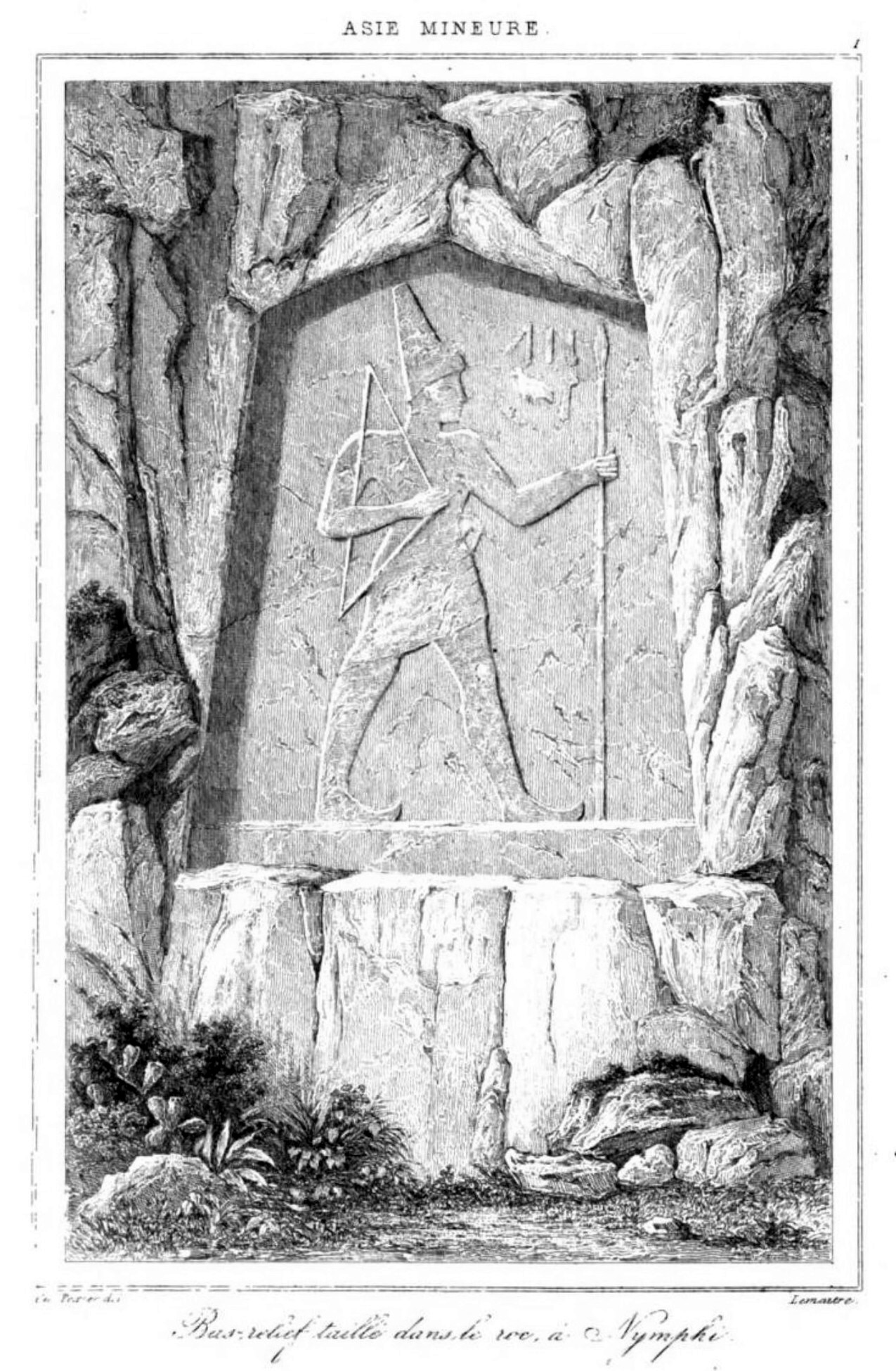
Ilustración de Charles Texier

## Interpretación
Según las últimas investigaciones, el relieve representa a Tarkasnawa, rey de Mira, estado vasallo del imperio hitita (siglo XIII a. C.). En 1998 , John David Hawkins pudo leer la inscripción de la siguiente manera:

Tarkasnawa, Rey [de la tierra] de Mira

[hijo] de Alantallis, Rey de la tierra de Mira

nieto de ...., Rey de la tierra de Mira

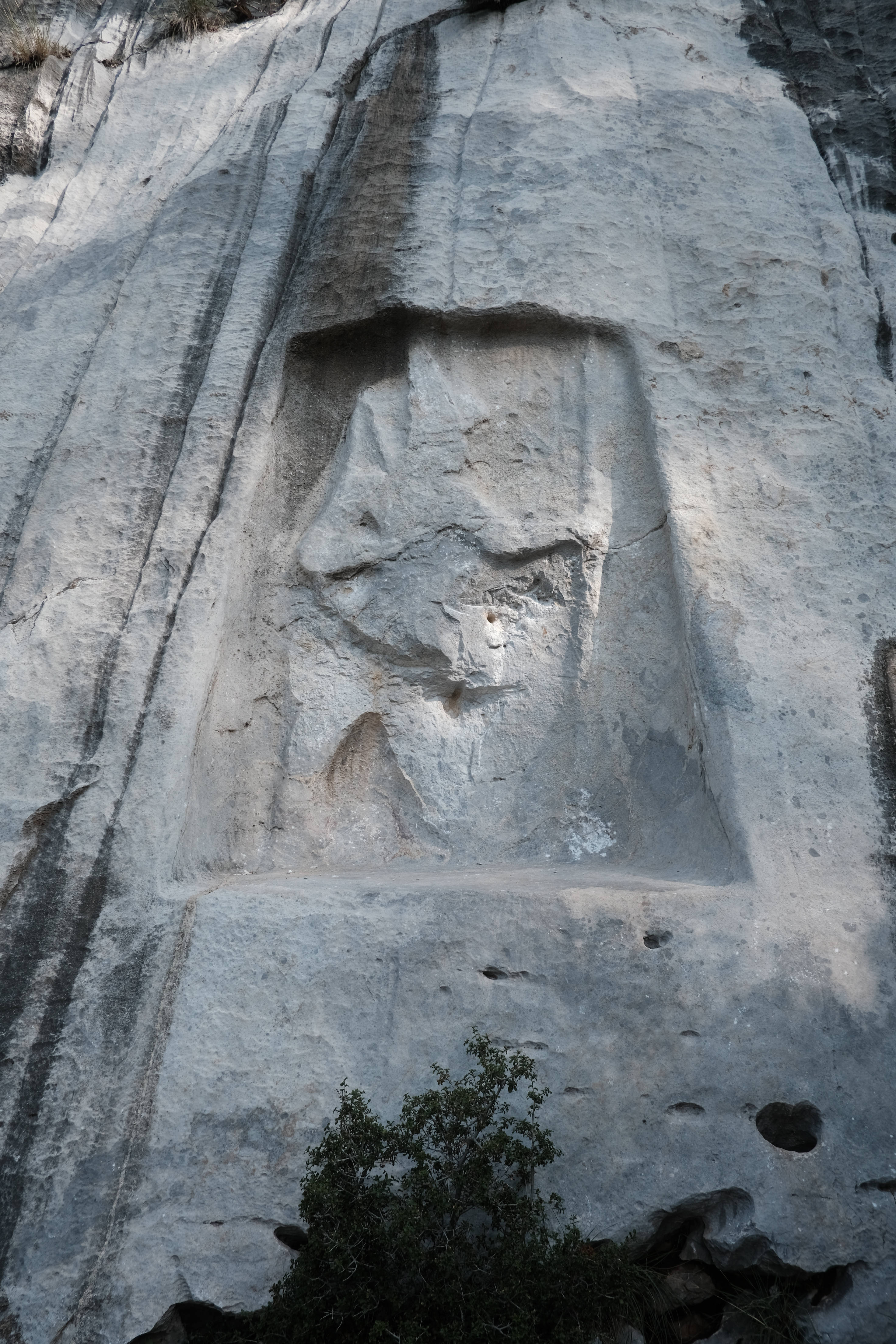
Bajorrelieve del rey del Reino de Mira, Tarkašnawa, tras los daños sufridos en 2019.

No ha sobrevivido el nombre del abuelo, pero otras pruebas indican que era Kubantaruntija.
El relieve permitió ubicar el reino de Mira al sur de la tierra del río Seha. Por las cartas diplomáticas hititas, principalmente la carta de Milawata, se sabe que la tierra del río Seha limitaba simultáneamente con Mira y con Wilusa. El relieve prueba que Wilusa no pudo estar al sur del río Gediz, sino que debería estar al norte del río, en la Tróade, lo que permite identificar Wilusa con la ciudad de Ilión, la Troya en la Ilíada de Homero.